# Adolphe Van Tiggelen
Adolphe Van Tiggelen, belgijski znanstvenik in pedagog, * 1914, † 1969.
Van Tiggelen je bil  predavatelj na Katoliški univerzi v Louvainu.
Leta 1961 je prejel Francquijevo nagrado.
1. ↑  data.bnf.fr: platforma za odprte podatke — 2011.